# Cierra Dillard
Cierra Janay Dillard (ur. 8 maja 1996 w Rochester) – amerykańsko-senegalska koszykarka, występująca na pozycji rozgrywającej, reprezentantka Senegalu, od 2023 zawodniczka Tourism X Bogazici Basketbol Bursa.

## Osiągnięcia
Stan na 19 marca 2024, na podstawie, o ile nie zaznaczono inaczej.

### NCAA
- Uczestniczka rozgrywek:
  - Sweet 16 turnieju NCAA (2018)
  - II rundy turnieju (2018, 2019)
- Mistrzyni turnieju konferencji Mid-American (MAC – 2019)
- MVP turnieju konferencji MAC (2019)
- Zaliczona do:
  - I składu:
    - MAC (2019)
    - turnieju:
      - regionalnego NCAA (2018)
      - MAC (2018, 2019)

  - II składu MAC (2018)
- Liderka:
  - NCAA w liczbie celnych (233) i oddanych (287) rzutów wolnych (2019)
  - konferencji MAC w:
    - średniej:
      - punktów (2019 – 25,2)
      - asyst (2019 – 5,7)

    - liczbie:
      - punktów (2019 – 856)
      - asyst (2019 – 194)
      - przechwytów (2018 – 105)
      - celnych rzutów wolnych (2019 – 233)
      - oddanych rzutów:
        - z gry (2019 – 671)
        - za 3 punkty (2019 – 308)
        - wolnych (2019 – 287)

      - rozegranych minut (2019 – 1243)
      - strat (2019 – 129)

### Drużynowe
- Mistrzyni Afrykańskiej Ligi Koszykówki Kobiet (AWL – 2022, 2023)

### Indywidualne
- MVP ligi AWBL (2023)

### Reprezentacja
- Wicemistrzyni Afryki (2023)